# 悉诺逻恭禄
韦·达扎恭略（藏語：དབས་ཏ་ར་ཁོང་ལོད，？—728年），汉文史料作悉诺逻恭禄，吐蕃帝国将领，曾担任大贡论（大相）。
韦·达扎恭略出身韦氏家族，自赤都松赞在位期间就为九政务大臣之一。726年，达扎恭略率兵出大斗拔谷（祁连山扁都口隘路），围攻唐朝的甘州，焚毁村庄。唐将王君㚟坚守不出。时天降大雪，达扎恭略撤军。王君㚟率军追击，在青海湖一带击败殿后的蕃军，掠取大量辎重。
727年，再率兵攻打河西，夺取了瓜州，毁其城，俘虏瓜州刺史田元献和王君㚟之父，虏获甚众。随后，吐蕃乘胜夺取了常乐县（今甘肃瓜州县南）、长门军（今甘肃玉门市北）、晋昌县等地。王君㚟得知父亲被俘，登上城楼向西哭泣，竟不敢出兵追击。此战之后，达扎恭略威名大振。726年，达扎恭略在多思麻主持冬季集会。恰好大贡论埃·芒夏木达则布逝世，达扎恭略便被任命为大贡论。同时，吐谷浑小王（藏語：འབོན་འ་ཞ་རྗེ་）与尚·本登葱（藏語：ཞང་དཔོན་གདན་ཚོམ་）也被任命为贡论。
728年，唐朝河西节度使萧嵩用反间计，造谣达扎恭略与唐朝潜通，使不明真相的赤德祖赞杀死了达扎恭略。不过也有学者认为，赤德祖赞故意借此机会杀死达扎恭略，以削弱势力很大的韦氏一族。
达扎恭略死后，吐蕃缺乏良将，在对唐的战争中处于劣势地位。